# Pisolithus tinctorius
Pisolithus tinctorius é uma espécie de fungo da família Sclerodermataceae, conhecida pelo nome comum de bufa-de-velha, de forma globular e recoberto por uma camada viscosa. A espécie parece ser parte de um complexo específico pelo que poderão existir diversas espécies estreitamente aparentadas e morfologicamente similares.

## Descrição
A espécie Pisolithus tinctorius aparece por vezes à beira dos caminhos confundindo-se com uma pedra. 
O gel escuro e viscoso que recobre esta espécie é usado como corante natural para têxteis.
Pisolithus tinctorius é também um dos maiores componentes nas misturas produtoras de micorrizas utilizadas em jardinagem e horticultura como estimulantes do desenvolvimento radicular.